# سيريل زيمر
سيريل زيمر (بالإنجليزية: Cyril Zimmer)‏ هو لاعب كرة قدم أسترالية أسترالي، ولد في 21 أبريل 1896، وتوفي في 17 يوليو 1951.

## وصلات خارجية
- سيريل زيمر على موقع AustralianFootball.com (الإنجليزية)
- سيريل زيمر على موقع AFLtables.com (الإنجليزية)